# 차를레스 아랑기스
차를레스 마리아노 아랑기스 산도발(스페인어: Charles Mariano Aránguiz Sandoval, 1989년 4월 17일 ~ )은 칠레의 축구 선수이다. 포지션은 중앙 미드필더이며, 현재 캄페오나투 브라질레이루 세리이 A의 인테르나시오나우에서 뛰고 있다.

## 같이 보기
- A매치 100경기 이상 출전한 축구 선수 명단